# Parafia św. Anny w Niemysłowicach
Parafia św. Anny w Niemysłowicach – rzymskokatolicka parafia w Niemysłowicach, należąca do dekanatu Prudnik w diecezji opolskiej.

## Historia
W połowie 1944 parafia, do której oprócz Niemysłowic należało również Włóczno, liczyła 1219 wiernych, natomiast z początkiem grudnia 1945 – 700 osób, w tym 400 nowo przybyłej po wojnie ludności. Pod koniec 1946 parafia liczyła 750 wiernych.

## Kapłani po 1945
- ks. Wilhelm Świerzy
- ks. Antoni Wawrzyński
- ks. Rudolf Porada
- ks. Kazimierz Kowal
- ks. Marcin Bajer
- ks. Piotr Opara
- ks. Janusz Dworzak